# Acid hydrobromic
Acid bromhydric là một acid mạnh, được tạo thành khi hòa tan phân tử khí hydro bromide trong nước. Acid này có hằng số điện ly
pKa là - 9. Acid bromhydric mạnh hơn acid chlorhydric nhưng yếu hơn acid iodhydric, và là một trong các acid vô cơ mạnh nhất được biết đến.

## Ứng dụng
Acid bromhydric chủ yếu được sử dụng để điều chế các muối bromide, đặc biệt là kẽm bromide, calci bromide và natri bromide. Đây cũng là một chất hữu ích trong điều chế các hợp chất brom hữu cơ. Một số ête bị phân ly khi dùng HBr. Acid bromhydric cũng là chất xúc tác cho các phản ứng ankyl hóa và giúp tách chiết các quặng. Những hợp chất brom hữu cơ quan trọng trong công nghiệp được điều chế từ HBr là allyl bromide, tetrabromobis(phenol) và acid bromoaxetic. doi:10.1002/14356007.a04_405.

## Điều chế
Acid bromhydric được điều chế trong phòng thí nghiệm qua phản ứng giữa Br2, SO2 với nước.
Br2 + SO2 + 2 H2O → H2SO4 + 2 HBr
Một cách điều chế khác, điển hình hơn, là cho khí hydro bromide hòa tan trong nước.
Người ta thường điều chế acid bromhydric trong công nghiệp bằng cách cho bromin Br2 tác dụng với lưu huỳnh hoặc phosphor và nước. Điện phân dung dịch cũng tạo ra HBr.